# Sileti Aūdany
Sileti Aūdany är ett distrikt i Kazakstan.   Det ligger i oblystet Aqmola, i den nordöstra delen av landet, 140 km nordost om huvudstaden Astana.